# Vigneron M2
Vigneron M2 («Виньерон») — пистолет-пулемет, состоявший на вооружении бельгийской армии в период с 1953 по 1980-е годы; в начале 1960-х применялся в Конго и в дальнейшем получил распространение по всей Африке.
Производство было налажено бельгийской компанией Precision Liegoise SA.
Пистолет-пулемет изготовлен в основном из штампованных деталей. Автоматика оружия работает на принципе отдачи свободного затвора. Магазин коробчатый, с однорядным расположением патронов. Режимы огня Vigneron M2 — одиночные выстрелы и автоматический. Оружие имеет выдвижной приклад. Позади основания мушки в дульной части ствола имеется пара отверстий для компенсации подброса ствола при стрельбе.